# Abraxas tenuisuffusa
Abraxas tenuisuffusa là một loài bướm đêm trong họ Geometridae.